# Rakhat
Rakhat (kasachisch und russisch Рахат/Rachat) ist der größte Süßwarenhersteller in Kasachstan mit Sitz in Almaty. Zu den Produkten von Rakhat gehören vor allem Schokolade, Pralinen und Bonbons sowie Kekse und Waffeln. Rakhat ist an der kasachischen Börse gelistet.

## Geschichte
Die Produktion begann das Unternehmen im März 1942. Im Jahr 1964 wurde eine neue Produktionsstätte zur Herstellung von Schokolade und anderen Süßigkeiten gebaut. Zwischen 1978 und 1979 wurde ein neues Verwaltungsgebäude mit Kantine und medizinischem Bereich für die Mitarbeiter errichtet.
Im Jahr 1992 ging Rakhat an die Kasachische Börse. 2001 begann die Produktion in einer neuen Produktionsstätte in Schymkent. In den Jahren von 2003 bis 2009 wurden die Produktionsstandards auf europäisches Niveau angehoben und seit 2007 ist man auf der Internationalen Süßwarenmesse in Köln dabei.

## Produkte
Rakhat hat ein großes Sortiment an Süßigkeiten aller Art. Das Unternehmen stellt Produkte aus Karamell, wie zum Beispiel Karamellbonbons her. Außerdem befinden sich Bonbons verschiedener Arten und Dragées im Sortiment. 
Rakhat stellt verschiedene Sorten von Schokolade her, unter anderem Milchschokolade und Bitterschokolade. Auch verschiedene Sorten von Weingummi sowie Schaumzucker, Kekse und Waffeln gehören neben Diabetikersüßwaren zu den Produkten des Unternehmens.